# SAOCOM

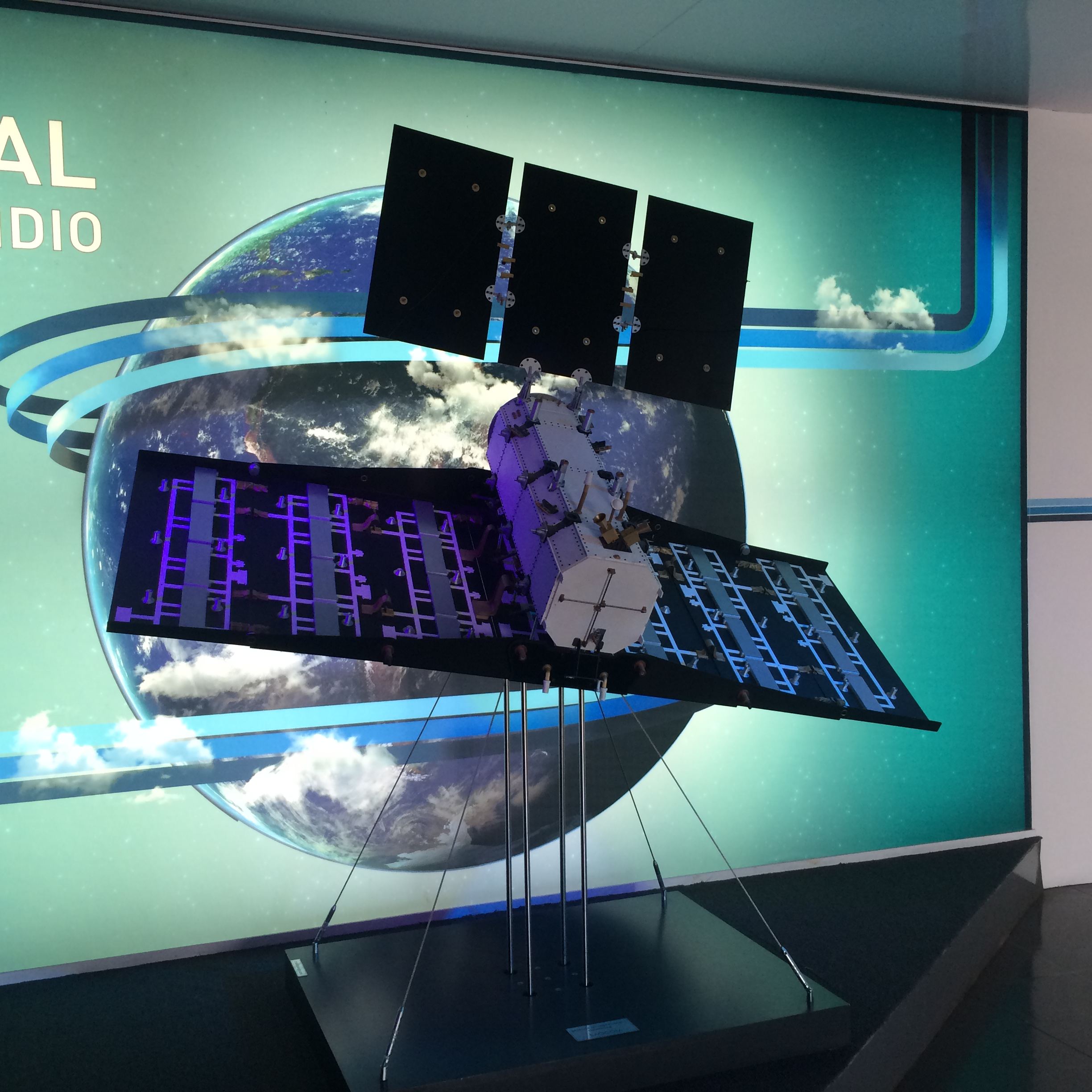
SAOCOMのモデル

SAOCOM（SAtélite Argentino de Observación COn Microondas）はアルゼンチン宇宙活動委員会（CONAE）の地球観測衛星シリーズ。SAOCOM 1AとSAOCOM 1B2機の打上げが行われ、共にLバンド全偏光測定合成開口レーダーを搭載している。
元々1A、1Bはそれぞれ2010年、2011年に打上げを予定していたが、衛星の開発が遅れていたため打ち上げを延期し、1Aは2018年に、1Bは2020年にスペースXのファルコン9ロケットで打ち上げられた。

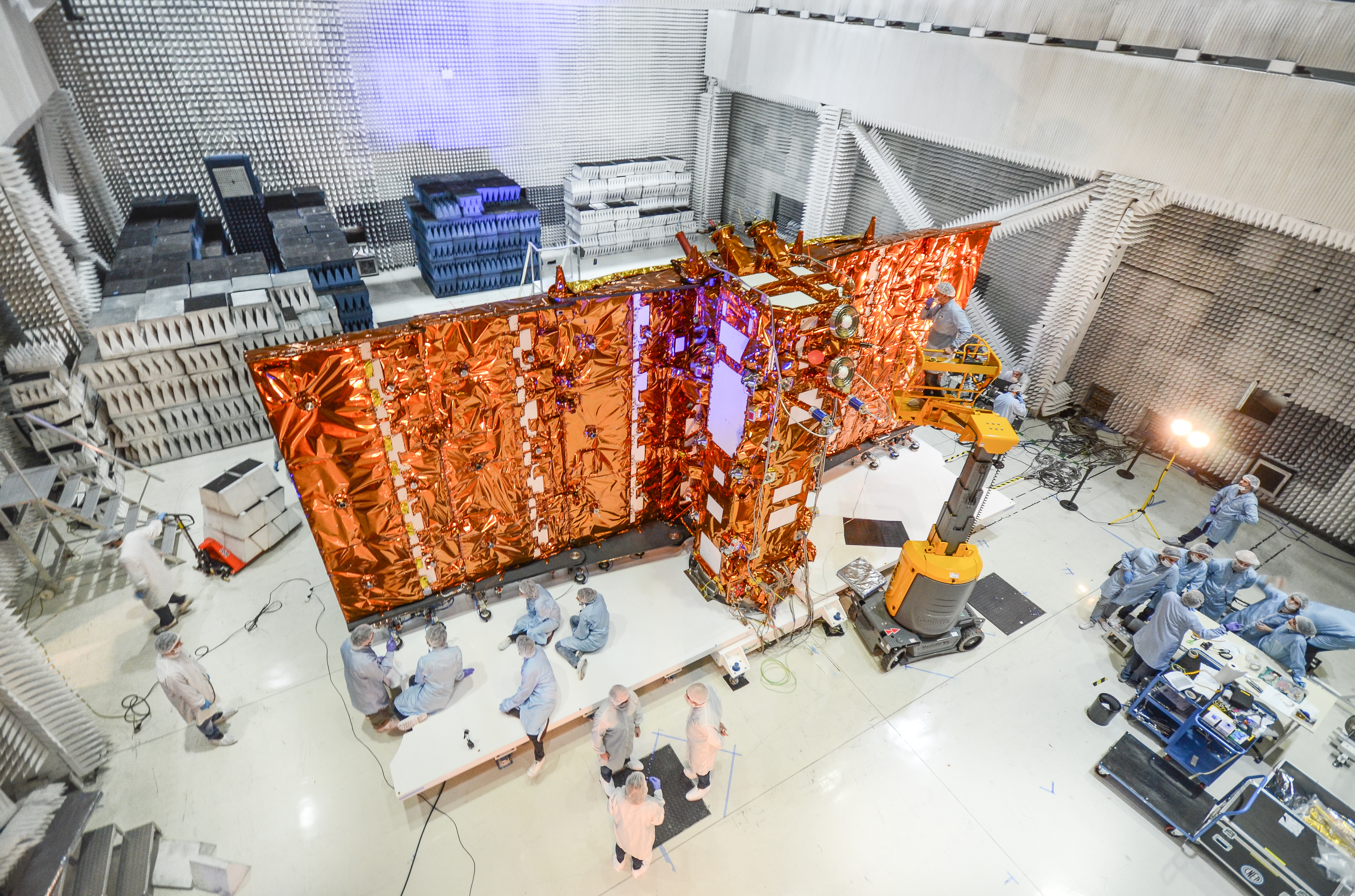
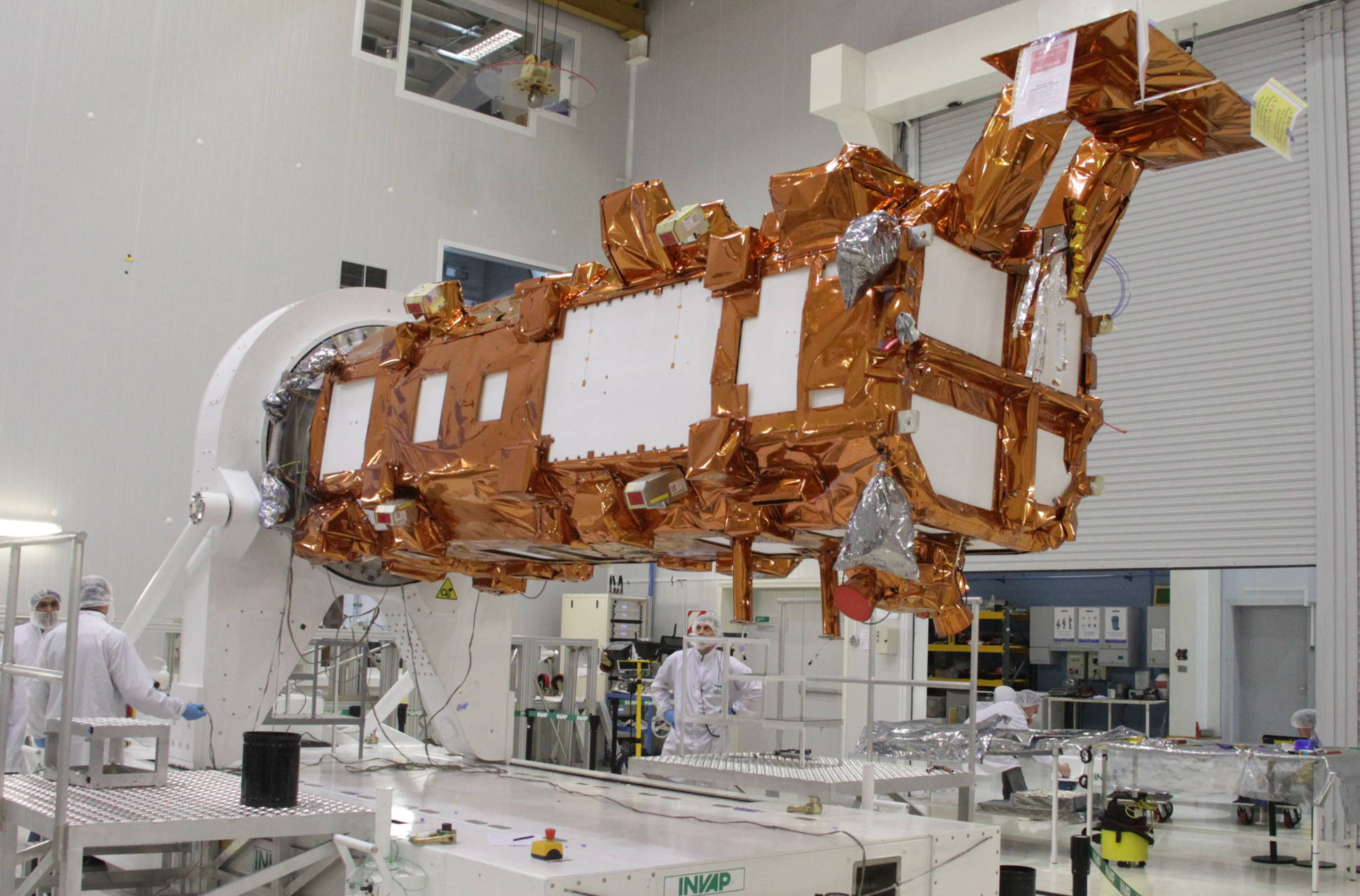
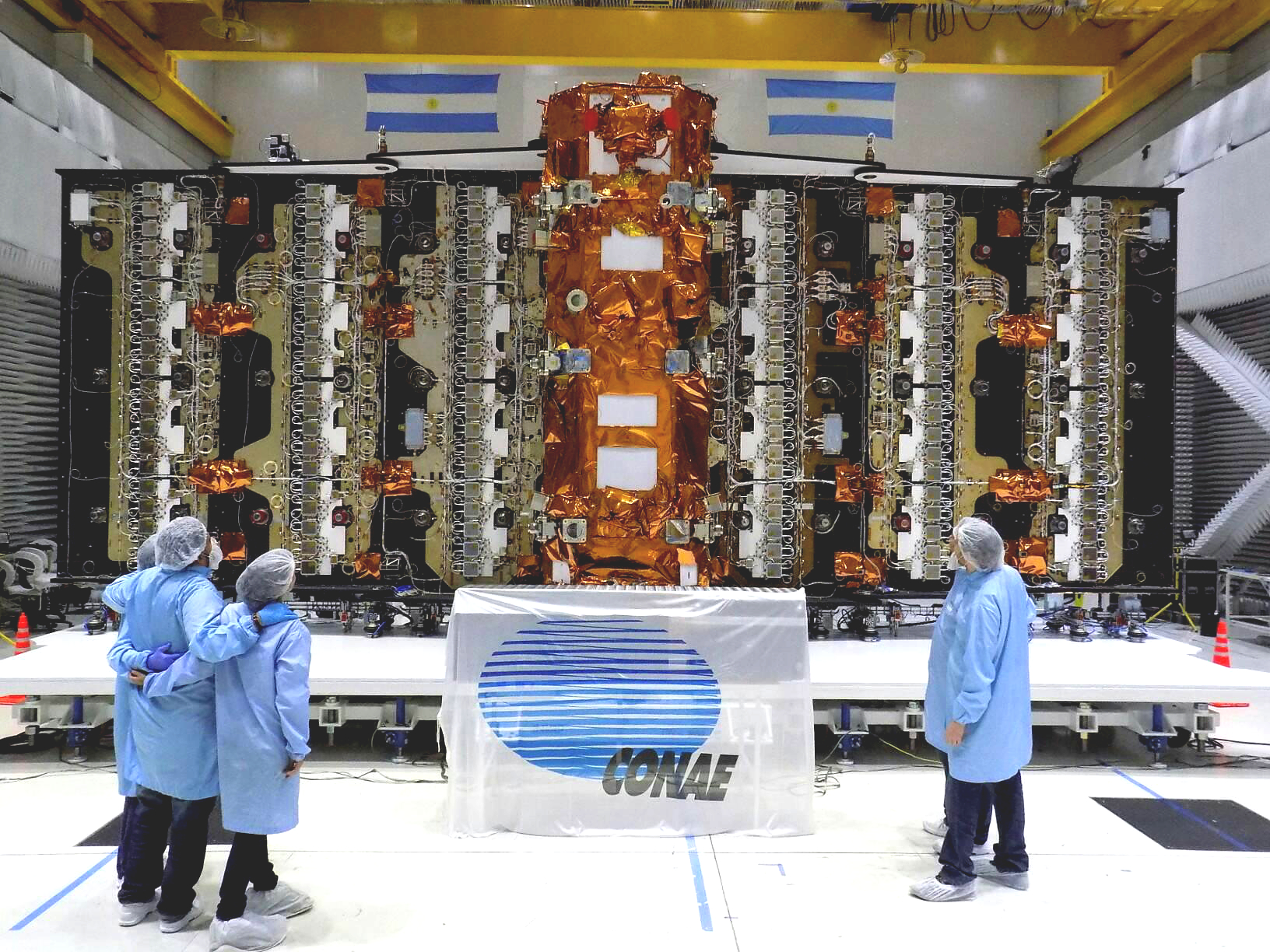